# Mink Nutcharut
Nutcharut Wongharuthai, communément appelée Mink Nutcharut, est une joueuse de snooker de nationalité thaïlandaise née le 7 novembre 1999. En octobre 2024, Mink est décorée en tant que commandeur de troisième classe de l'ordre le plus admirable du Direkgunabhorn..

## Carrière
Mink Nutcharut est la seule femme de l'histoire du snooker ayant réalisé un break maximal de 147 points, lors d'une partie d'entrainement en 2019.
Elle remporte le championnat du monde féminin 2022 en battant en finale la belge Wendy Jans.
Nutcharut bénéficie d'une wild card de deux ans sur le circuit professionnel de snooker. Elle remporte son premier match lors des qualifications de l'Open d'Irlande du Nord 2022 face à Mitchell Mann.

## Palmarès sur le circuit féminin
| Légende | Catégorie                       | Titres                         | Finales                        |
|         | Tournois classés                | 8                              | 10                             |
|         | Tournois non classés            | 1                              | 1                              |
|         | Tournois alternatifs            | 1                              | 1                              |
|         | Tournois en équipes             | 1                              | 0                              |
|         | Tournois amateurs               | 6                              | 5                              |
|         | Autres tournois moins de 21 ans | 3                              | 3                              |
| Gras    | Tournois de la triple couronne  | Tournois de la triple couronne | Tournois de la triple couronne |

### Titres
| Année     | Nom du tournoi                                                | Lieu          | Finaliste                | Score |
| 2016      | Championnat du monde amateur des moins de 21 ans              | Mol           | Baipat Siripaporn        | 5-4   |
| 2017      | Jeux asiatiques en salle (à six billes rouges)                | Achgabat      | Waratthanun Sukritthanes | 4-0   |
| 2017      | Championnat du monde amateur des moins de 21 ans (2)          | Pékin         | Xia Yuying               | 5-3   |
| 2017      | Championnat du monde amateur des moins de 18 ans              | Pékin         | Baipat Siripaporn        | 3-2   |
| 2018      | Championnat du monde des moins de 21 ans                      |               | Emma Parker              | 3-0   |
| 2018      | Championnat du Royaume-Uni des moins de 21 ans                | Leeds         | Shannon Metcalf          | 2-1   |
| 2018      | Championnat du monde amateur des moins de 21 ans (3)          | Jinan         | Bai Yulu                 | 4-2   |
| 2019      | Championnat du monde amateur (à six billes rouges)            | Mandalay      | Amee Kamani              | 4-2   |
| 2019      | Open d'Australie                                              | Sydney        | Ng On-yee                | 4-2   |
| 2019      | Masters des moins de 21 ans                                   | Coulsdon      | Ploychompoo Laokiatphong | 3-0   |
| 2020      | Championnat du monde amateur (à six billes rouges) (2)        | Doha          | Diana Stateczny          | 5-3   |
| 2022      | Open de Grande-Bretagne                                       | Leicester     | Reanne Evans             | 4-3   |
| 2022      | Championnat du monde                                          | Sheffield     | Wendy Jans               | 6-5   |
| 2022-2023 | Championnat du monde par équipes mixtes (avec Neil Robertson) | Milton Keynes | Rebecca Kenna Mark Selby | 4-2   |
| 2022      | Masters                                                       | Coulsdon      | Ng On-yee                | 4-0   |
| 2023      | Open de Belgique                                              | Bruges        | Wendy Jans               | 4-1   |
| 2023      | Open des États-Unis                                           | Seattle       | Ng On-yee                | 4-2   |
| 2024      | Open de Belgique (2)                                          | Bruges        | Ng On-yee                | 4-2   |
| 2024      | Open d'Australie (2)                                          | Sydney        | Ng On-yee                | 4-3   |
| 2025      | Championnat de la fédération                                  | Saïdia        | Bai Yulu                 | 4-3   |

### Finales perdues
| Année | Nom du tournoi                                       | Lieu        | Vainqueur                | Score |
| 2015  | Championnat du monde amateur des moins de 21 ans     | Bucarest    | Baipat Siripaporn        | 2-5   |
| 2016  | Championnat du monde amateur des moins de 18 ans     | Mol         | Baipat Siripaporn        | 1-3   |
| 2018  | Open de Grande-Bretagne                              | Stourbridge | Reanne Evans             | 0-4   |
| 2018  | Masters d'Europe                                     | Neerpelt    | Reanne Evans             | 1-4   |
| 2018  | Masters d'Europe des moins de 21 ans                 | Neerpelt    | Emma Parker              | 0-2   |
| 2019  | Open de Belgique des moins de 21 ans                 | Bruges      | Stephanie Daughtery      | 1-4   |
| 2019  | Championnat du monde des moins de 21 ans             |             | Ploychompoo Laokiatphong | 1-4   |
| 2019  | Championnat du monde à six billes rouges             | Leeds       | Reanne Evans             | 1-4   |
| 2019  | Championnat du monde                                 | Bangkok     | Reanne Evans             | 3-6   |
| 2019  | Championnat du monde amateur                         | Antalya     | Ng On-yee                | 2-5   |
| 2019  | Championnat du monde amateur des moins de 21 ans (2) | Qindao      | Bai Yulu                 | 0-4   |
| 2022  | Open de Winchester                                   | Leicester   | Ng On-yee                | 0-4   |
| 2022  | Championnat du monde amateur (2)                     | Doha        | Wendy Jans               | 1-4   |
| 2022  | Open d'Écosse                                        | Glasgow     | Reanne Evans             | 2-4   |
| 2024  | Open d'Albanie                                       | Golem       | Ng On-yee                | 3-4   |
| 2024  | Championnat du monde (2)                             | Dongguan    | Bai Yulu                 | 5-6   |
| 2024  | Open de Grande-Bretagne (2)                          | Walsall     | Ng On-yee                | 1-4   |
| 2024  | Masters                                              | Coulsdon    | Reanne Evans             | 3-4   |
| 2025  | Open de Belgique                                     | Bruges      | Reanne Evans             | 3-4   |
| 2025  | Open de Grande-Bretagne (3)                          | Walsall     | Ng On-yee                | 3-4   |